# Landkreis Grevenmacher
Der deutsch verwaltete Luxemburger Landkreis Grevenmacher bestand in Luxemburg im Zweiten Weltkrieg, als Luxemburg von 1940 bis 1944 deutsch besetzt war.

## Verwaltungsgliederung
Der Landkreis Grevenmacher mit Verwaltungssitz in Grevenmacher umfasste am 1. September 1944:
- 3 Städte
- 24 Gemeinden

## Geschichte

### Die Besetzung
Der Distrikt Grevenmacher mit dem Sitz der Verwaltung in der Stadt Grevenmacher gehörte zu Beginn des Zweiten Weltkrieges zum Großherzogtum Luxemburg.
Gleich zu Beginn des deutschen Westfeldzuges wurde der Distrikt Grevenmacher am 10. Mai 1940 von Truppen der Wehrmacht aus Richtung Trier besetzt und deutscher Militärverwaltung unterstellt.

### Deutsche Zivilverwaltung
Seit dem 2. August 1940 gehörte der Distrikt Grevenmacher zum Bezirk des Chefs der Zivilverwaltung im CdZ-Gebiet Luxemburg. Zu seiner Verwaltung wurde ein deutscher Verwaltungskommissar in der Stadt Grevenmacher eingesetzt.
Die Verordnung über den Verwaltungsaufbau in Luxemburg vom 14. November 1940 bildete ab 1. Dezember 1940 den bisherigen Distrikt Grevenmacher in den neuen Landkreis Grevenmacher nach deutschem Vorbild um. Sitz der Kreisverwaltung, die nunmehr ein Landrat leitete, blieb die Stadt Grevenmacher.

### Das Ende
Im September 1944 wurde das Kreisgebiet durch die US-amerikanischen Truppen besetzt und es wurden wieder luxemburgische Verwaltungsstrukturen eingerichtet.

## Kommunalverfassung
Seit dem 1. Dezember 1940 wurden die Gemeinden nach dem Recht der Deutschen Gemeindeordnung vom 30. Januar 1935 wie im Deutschen Reich verwaltet.
Am 26. März 1943 wurde die Gemeinde Remich in Stadt Remich umbenannt.
Am 1. April 1942 wurde die preußische Amtsordnung vom 8. Oktober 1934 eingeführt Damit fielen die bisherigen Kantone weg. Mehrere Gemeinden wurden jetzt wie in der preußischen Rheinprovinz im Deutschen Reich von einem Amtsbürgermeister gemeinschaftlich verwaltet.
Am 4. Januar 1944 wurde die Einteilung des Landkreises Grevenmacher in Ämter und Gemeinden bestätigt.
Das Kreisgebiet war zuletzt in die Städte Echternach, Grevenmacher und Remich und 24 weitere Gemeinden gegliedert. Alle Gemeinden – auch die Städte – waren in den Ämtern Echternach, Grevenmacher, Junglinster, Mondorf und Remich zusammengefasst.

## Ortsnamen
Nach dem 2. August 1940 galten die bisherigen Ortsnamen zunächst weiter. Am 12. März 1941 wurden die meisten Ortsnamen in der bisherigen Schreibweise bestätigt.
Teilweise wurde aber im Hinblick auf die geplante Eingliederung des Landkreises in das Deutsche Reich auch eine „deutschere“ Fassung festgelegt, zum Beispiel:
- Beaufort: Befort,
- Biver: Biwer,
- Bous: Buß,
- Burmerange: Bürmeringen,
- Consdorf: Konsdorf,
- Mondorf-les-Bains: Mondorf b. Luxemburg,
- Rodenbourg: Rodenborn,
- Wormeldange: Wormeldingen.